# Gazankulu

Flagge von Gazankulu

Lage von Gazankulu

Gazankulu (auch Machangana) war ein Homeland im Nordosten von Südafrika, das für Shangana-Tsonga bestimmt war. Es bestand aus vier Enklaven in der ehemaligen südafrikanischen Provinz Transvaal und umfasste ein Gebiet von etwa 7400 km². Hauptstadt war Giyani.

## Geographie
Gazankulu lag geographisch im Lowveld Südafrikas.
- Der weitaus größte Gebietsteil lag westlich des Nordteils des Kruger-Nationalparks. Dort liegt auch die damalige Hauptstadt Giyani. Dieses Gebiet grenzt im Westen des formal unabhängigen Venda und im Südwesten und Süden an drei kleine Gebiete des Homelands Lebowa.
- Ein kleines Gebiet lag nordwestlich von Tzaneen. Es grenzte an das mittlere der oben genannten drei Gebiete Lebowas und berührte fast das größte Gebiet Gazankulus.
- Der zweitgrößte Teil Gazankulus lag westlich von Shukuza. Er grenzte im Westen an einen weiteren Teil von Lebowa, im Süden an ein Gebiet des Homelands KaNgwane. Es war das südlichste Gebiet Gazankulus und grenzte im Osten ebenfalls an den Kruger-Nationalpark.
- Ein etwa 300 km² großes Gebiet lag südöstlich von Tzaneen. Es grenzte an das größte Gebiet von Lebowa. Größter Ort des Gebiets war Nkowakowa.[1]

Die offizielle Zahl der zum Homeland zugehörigen Bevölkerungsgruppe betrug um 1971 736.000 Personen, von denen sich nur 392.000 dauerhaft im Homelandgebiet aufhielten.

## Geschichte
Der ursprüngliche Name des Homelands war Machangana (deutsch etwa: „Land der Shangana“). Später wurde es nach dem Königreich Gaza, dem früheren Reich der Shangana im heutigen Mosambik, in Gazankulu umbenannt.

### Territorialbehörde
Ende 1962 teilte die südafrikanische Regierung öffentlich mit, dass in Regie des Ministeriums für Bantu Administration and Development sechs „Territorial Authorities“ (deutsch: Territorialbehörden) für Regionen der Bantubevölkerung errichtet worden waren. Für das Gebiet des späteren Homelands Gazankulu war das die Matshangana Territorial Authority mit vier regionalen Administrativeinheiten (Regional Authority).
Mit dem Promotion of Bantu Self-Government Act von 1971 und dem Bantu Homeland Constitution Act (Act No. 21 / 1971) initiierte die südafrikanische Regierung den Prozess zur Überleitung der Homelands in einen Selbstverwaltungsstatus ein. Von 1971 bis zum 1. Februar 1973 wurde das Gebiet von Chief Councillor Hudson William Edison Ntsanwisi (etwa: „Oberster Ratsherr“) regiert. Die Proclamation 148 of 25 June 1971 legte die rechtliche Grundlage zur Errichtung der Machangana Legislative Assembly (etwa: gesetzgebende Versammlung). Weitere im März und April in der Government Gazette erschienene Bestimmungen regelten Verfahrensweisen zur personellen Besetzung dieser Körperschaft.

### Selbstverwaltungsstatus
Mit der Proclamation R14 of 26 January 1973 erklärte die südafrikanische Regierung das Homeland Gazankulu zu einem selbstverwalteten Territorium in der Republik Südafrika. Gazankulu wurde am 1. Februar 1973 diese Selbstverwaltung eingeräumt. Seither war Ntsanwisi Chief Minister („Oberster Minister“). Ab 1983 führte er die neugegründete Ximoko Xa Rixaka (deutsch: „Peitsche der Nation“). In den 1980er Jahren wurde eine gesetzgebende Versammlung aus 68 Abgeordneten, meist Chiefs, gebildet. 1993 war Edward Mhinga für einige Wochen amtierender Chief Minister, bevor im April 1993 Samuel Dickenson Nxumalo das Amt des Chief Ministers übernahm. Nxumalo gehörte der Ximoko Progressive Party (XPP) an, die aus Ximoko Xa Rixeka hervorging.

### Wiedereingliederung
Am 27. April 1994 wurde Gazankulu zusammen mit den neun anderen Homelands wieder mit Südafrika vereinigt. Dessen Gebiet befindet sich nun in der Provinz Limpopo.

## Demografie
Gazankulu wurde als Homeland für die Xitsonga-sprachigen Stämme errichtet. Weitere 470.000 südafrikanische Shangana-Tsonga lebten 1989 außerhalb des Homelands. In Gazankulu lebten ferner Nord-Sotho, Venda und Swasi.

## Wirtschaft
Neben der Gewinnung von Gold und in geringem Maß dem verarbeitenden Gewerbe waren die Einkünfte der Wanderarbeiter die wichtigste Einnahmequelle.

## Sonstiges
Ein Album des US-amerikanischen Sängers Harry Belafonte aus dem Jahr 1988 heißt Paradise in Gazankulu. Der karibikstämmige Sänger singt darauf Lieder über Südafrika. Der Titelsong handelt davon, dass man in Gazankulu gewitzt sein müsse, um sein Auskommen zu haben.